# Angkor Thom (distrito)
Angkor Thom o Angkor Thum es uno de los trece distritos que forman la provincia camboyana de Siem Riep, con una población estimada en marzo de 2008 de 24 335 habitantes. Está dividido en las siguientes  comunas (khum), que se muestran asimismo con población estimada de 2008:
- Chob Ta Trav 3,807
- Leang Dai 9,361
- Peak Snaeng 5,203
- Svay Chek 5,964[1]